# 予習シリーズ
予習シリーズ（よしゅうシリーズ）は四谷大塚出版が発行する中学受験用の教材である。

## 概要
1960年に初版が発行されて以来、50年間に渡って改訂が続けられており、中学受験用の教材として最も古い歴史を持つ。四谷大塚（旧四谷大塚進学教室）および準拠塾であるYTnet提携塾および四谷大塚NET提携塾の標準テキストである。日能研の「本科テキスト」、サピックスの「デイリーサピックス」を凌ぐほどの力を持ち中学受験の必須テキストとしての地位を確立している。
日能研やサピックスが在籍生だけに販売しているのに対し、予習シリーズは通信販売および中野校舎窓口で誰でも購入できるのが特徴である。このため、四谷大塚とは無関係の塾・個別指導教室においても広く使われている。

## 構成
4年から6年までの各学年がそれぞれ上下2冊で構成されている。
基本的に全てのカリキュラムは6年上までで終了し、6年下は全て復習である。

## 副教材
学年、科目によって副教材が用意されている。
|           | 国語                                                                                           | 算数 | 理科                                                                                             | 社会                                                                                             |
| --------- | ---------------------------------------------------------------------------------------------- | --- | ------------------------------------------------------------------------------------------------ | ------------------------------------------------------------------------------------------------ |
| 4年上・下 | 漢字とことば 演習問題集 最難関問題集                                                           | 計算 週テスト問題集 演習問題集 最難関問題集                                                                                   | 演習問題集 週テスト問題集                                                                        | 演習問題集 週テスト問題集                                                                        |
| 5年上・下 | 漢字とことば 演習問題集 最難関問題集                                                           | 計算 演習問題集 最難関問題集                                                                                                  | 演習問題集                                                                                       | 演習問題集                                                                                       |
| 6年上     | 漢字とことば 実力完成問題集 基礎力完成問題集 応用力完成問題集 四科のまとめ                     | 計算 実力完成問題集 基礎力完成問題集 応用力完成問題集 週テスト問題集 四科のまとめ                                             | 実力完成問題集 基礎力完成問題集 応用力完成問題集 週テスト問題集 四科のまとめ                     | 実力完成問題集 基礎力完成問題集 応用力完成問題集 週テスト問題集 四科のまとめ                     |
| 6年下     | 漢字とことば 実力完成問題集 入試対策問題集(難関校対策) 入試対策問題集(有名校対策) 四科のまとめ | 計算 実力完成問題集 入試対策問題集(難関校対策) 入試対策問題集(有名校対策) 算数難問題集 総合問題集 四科のまとめ 週テスト問題集 | 実力完成問題集 入試対策問題集(難関校対策) 入試対策問題集(有名校対策) 四科のまとめ 週テスト問題集 | 実力完成問題集 入試対策問題集(難関校対策) 入試対策問題集(有名校対策) 四科のまとめ 週テスト問題集 |

## テスト
4年は金曜日の午後、5年は土曜日の午後にテストがあり、6年は土曜日の午後と、日曜日に朝からテストがある。ほとんどの校舎では、どの学年もテストのあとに解説授業を受け、6年は解説授業の後でさらに「日曜特訓」を受ける。日曜特訓は志望校に合わせてコースが分かれている。ただし、最難関とされる学校（開成、麻布、桜蔭、女子学院など）については午前中から学校別のコース（開特・桜特などと呼ばれる）を受ける。